# Happy Birthday, Sweet Sixteen
Singles de Neil Sedaka
Sweet Little You
(1961) King of Clowns
(1962)
Happy Birthday, Sweet Sixteen est une chanson du chanteur américain Neil Sedaka, parue en single en 1961.
La chanson a atteint la 6e place aux États-Unis (dans le Hot 100 de Billboard pour la semaine du 6 janvier 1962), et la 3e place au Royaume-Uni (deux semaines consécutives à la 3e place en janvier–février 1962). (Aux États-Unis, elle a débuté au Hot 100 de Billboard dans la semaine du 13 novembre, et au Royaume-Uni dans le Top 50 dans la semaine du 21 au 27 décembre.)

## Composition
Neil Sedaka a co-écrit cette chanson avec Howard Greenfield.

## Adaptations et reprises
La chanson a été reprise par de nombreux artistes.